# Двоскладне речення
Двоскладне речення — в якому обов'язково повинні обидва члени — підмет і присудок.
Наприклад, речення
- Я так люблю зимові вечори в людському домі, де зростають діти (І. Жиленко).
- Адже це уже не дивно, що ми твердо, супротивно, владно устаєм (П. Тичина)

складаються кожне з двох простих двоскладних речень (синтаксичні центри — я люблю, діти зростають, це не дивно, ми устаєм).
У двоскладному реченні якийсь головний член може бути пропущений, але він легко встановлюється з контексту або ситуації. Наприклад, у реченні Ранні пташки росу п'ють, а пізні сльози ллють (Нар. творчість) у другій частині немає підмета, але він домислюється з контексту: пізні пташки сльози ллють. Поза контекстом такі речення незрозумілі. Отже, ці два речення двоскладні неповні.
Іноді присудок у реченні може бути відсутній, і не відчувається потреби в ньому — він, так би мовити, самоочевидний, тобто випливає зі змісту самого речення: А тут і Чіпка в хату (Панас Мирний).
Найчастіше це трапляється в описах та ремарках: Село. Управоруч хата, навкруги город, заплетений лозою; в городі біля хати, з причілку, квітки, соняшники і маленька верба (М. Кропивницький). У таких реченнях є обставини місця (що стосуються присудків), а самі речення констатують переважно розміщення або пересування когось або чогось у просторі. До наявних у них підмета і обставини легко домислюється присудок: ворота й хвіртка стоять, найдорожче й найважче чекає, Чіпка заявився, хата стоїть, город Розкинувся, квітки, соняшники і верба ростуть.
Ці речення, також двоскладні неповні. За тим, як співвідноситься зміст висловлювання з дійсністю, як уявляється в ньому носій дії, стану або змінної ознаки і чи взагалі уявляється, двоскладні речення можна поділити на особові, неособові та безособові.
Особові й неособові двоскладні речення за структурою однакові. Різняться вони між собою лише реальним значенням підмета

## Особові та неособові двоскладні речення
Тільки до особових (тобто таких, що стосуються людей) належать усі двоскладні речення, підмет у яких виражено займенниками першої і другої осіб я, ти, ми, ви, а також займенниками той, хто, хтось, хто-небудь, будь-хто і под. У таких реченнях дія, стан чи змінна ознака завжди приписуються особам чи персоніфікованим предметам і явищам: Тепер я бігаю в поле й годинами слухаю, як в небі співають хори, грають цілі оркестри (М. Коцюбинський). Ми переконані, як і дивак Колумб, — лише за обрієм ми знайдем, що шукаєм (П. Косенко). О рідна пісне, знову ти прийшла до матері й до батька — до народу (М. Рильський). Хто чужим волом оре, той криві борозни тягне (Нар. творчість).
Речення, підмет у яких виражено займенниками я, ти, ми, ви, можуть мати й не конкретне, а узагальнено-особове значення (тобто стосуватися будь-якої особи), зокрема в прислів'ях та приказках: Ви мовчіть, а я буду слухати, а потім я буду мовчати, а ви будете слухати. Скрізь гарно, де нас нема, а ми прийдемо, то й лихо приведемо. Подумай, яку провину ти вчинив, коли ворог тебе хвалить (Нар. творчість). Ти перебуваєш в іншому, мінливому, невловимому і майже вільному від усіх законів світі — в дорозі живеш ти. В дорозі, на якій губишся в потоці машин і людей… (О. Сизоненко). Ви втрачаєте відчуття своєї істоти, ви перестаєте усвідомлювати себе — натомість відчуваєте зараз річку, ліс, повітря, усвідомлюєте все це сукупно (Є. Гуцало).
Подібні двоскладні узагальнено-особові речення трапляються переважно в описах, міркуваннях як у художньому, так і в науковому стилях: Бувають хвилі, коли ти відчуваєш себе одним цілим з яблунею, на якій сидиш, з небом, яке обмежує і не в силі обмежити видимий світ, відчуваєш себе часткою пахощів, крихіткою барв (Є. Гуцало). Будь-який предмет ми бачимо тільки тоді, коли світло, випромінюване ним або відбите його поверхнею, потрапляє в наше око (3 підручника «Фізика»). Розгорнувши цю книгу, ви ніби сідаєте до чарівного всюдихода і вирушаєте в захопливу мандрівку по країні астрономії (3 підручника «Цікава астрономія»).
Іноді у двоскладних узагальнено-особових реченнях у ролі підмета виступають іменники людина, чоловік: Коли віз ламається, людина розуму набирається (Є. Кравченко). Людина осягає себе лише в біді (Р. Іванченко). Чоловік має два вуха, щоб багато слухав, а один язик, щоб менше говорив (Нар. творчість). У прислів'ях та приказках в узагальненому значенні можуть вживатися також імена: Наша Федора то шиє, то поре (Нар. творчість).
Речення з підметом люди можуть мати неозначено-особове значення (тобто стосуватися когось із певного кола людей): Якось мене забули люди, не пишуть, навіть на листа не одповідають (М. Коцюбинський). Тату! Он вас люди питаються (Панас Мирний).
Двоскладні речення, підмет у яких виражено іменником, займенниками третьої особи він, вона, воно, вони, відносними займенниками який, що, належать:
- до особових, якщо підмет вказує на осіб: Той же Оскольд. Старі люди пам'ятали, як він з дружиною хрестився і потім церкву поставив на схилах Дніпра (Р. Іванченко). / обеліск нагадує про тих, що під гранітом вічним сном заснули (В. Сосюра);

- до неособових, якщо підмет називає предмети, явища, поняття (тобто неістот), а також тварин: Мета життя — зоря на людськім виднокрузі. Поки горить вона — допоки й живемо (П. Косенко). Світ скінченний, і безкраїй він же (М. Бажан). Добре довго пам'ятається, а злеє — ще довше (Нар. творчість). Вже відчувалася близькість весни (3. Тулуб). Паслась коза з козятком коло хати (Т. Шевченко).

Двоскладними неособовими, але неповними є головні частини складнопідрядних речень, виражені дієсловами уявлення здається, бачиться, ввижається, привиджується, відчувається, сниться, мариться, чується, пам 'ятається тощо, при яких є Дворядна підметова частина (відповідає на питання хто? що?): Мені ввижається, (х т о? щ о?) як в тихім, ріднім колі старий дідусь навча своїх онуків (Леся Українка). Одного разу почулося Улені серед ночі, ніби сюрчав польовий коник. Останнє речення Легко перетворюється на повне двоскладне просте: Одного разу почулося Олені серед ночі (х т о? ш о?) сюрчання польового коника (1. Вільде).
Кожен із цих двох видів особових і неособових двоскладних речень має свій набір присудків. Якщо присудок береться з іншої групи слів, виникає метафора: Сонце виглянуло з-за діброви, наче висунуло золоте чоло з пучком золотих кучерів навкруги (І. Нечуй-Левицький).

## Безособові двоскладні речення
У двоскладних безособових реченнях, на відміну від особових і неособових, поставити до підмета питання хто? що? не можна. Щоб правильно визначити підмет, тут треба враховувати зміст усього висловлювання.
Перший різновид — це постійно двоскладні речення, у яких підмет виражено неозначеною формою дієслова, а присудок — або теж неозначеною формою дієслова, або абстрактним іменником (у прикладах виділено лише підмети); Спинитися — вмерти з одчаю й знемоги (М. Бажан). Керувати — це передбачати (М. Стельмах). Обов'язок лікаря — лікувати хворого (О. Гончар). Це така невимовна радість — бачити своє творіння, що збуджує в людині прекрасне (О. Довженко).
Іноді підмет у таких реченнях виражається поєднанням неозначеної форми дієслова з орудним відмінком іменника або прикметника: Бути мудрішим за себе — от завдання (Ю. Яновський). 
Другий різновид — це речення, які залежно від логічного наголосу можуть сприйматися то як односкладні (із складеним дієслівним присудком), то як двоскладні (з підметом, вираженим неозначеною формою дієслова, і присудком, вираженим предикативним прислівником або безособовим дієсловом). Наприклад, речення Приємно відчувати прохолоду ночі (П. Колесник) — односкладне безособове, присудок у якому \ складений дієслівний: приємно відчувати. Але якщо допоміжне слово поставити в кінці речення, тобто логічно виділити його, то таке речення перетвориться на двоскладне безособове: Відчувати прохолоду ночі після спекотного дня кожному приємно. Тут підмет виражено неозначеною формою дієслова відчувати, а присудком стало допоміжне слово приємно. Так само двоскладними безособовими є речення Як весело було широкими грудьми повітря краяти (М. Рильський). Тяжко, важко в світі жити сироті без роду (Т. Шевченко). Так мені хороше з сидіти, жартувати; любо так, як з братом рідним (Панас Мирний) — Повертатися йому зовсім не кортіло, але залишатися без шкіри — не вабило теж (В. Стус), у яких судження присудок) про поняття, названі неозначеною формою дієслово, виражене словами весело було; тяжко, важко; хороше, любо; не кортіло, не вабило.
Третій різновид двоскладних безособових речень виникає тоді, коли в безособовому реченні з'являється підмет, виражений частками це, то, все, воно.. Це дуже добре, що все так склалося (В. Домонтович). Дівчинка, видимо, сама захотіла переконатися, чи то справді так, і заляпала босими ніжками по долівці (Григорій Тютюнник). Як виплачешся, то воно полегшає (Б. Грінченко). У мене в голові пішло все шкереберть (О. Досвітній)